# Стара Бодья
Стара Бодья́ (рос. Старая Бодья, удм. Вуж Бодья) — присілок в Кізнерському районі Удмуртії, Росія.
Населення становить 402 особи (2010, 502 у 2002).
Національний склад (2002):
- удмурти — 95 %

Урбаноніми:
- вулиці — Алейна, Велика, Кооперативна, Лісова, Мала, Молодіжна, Нова, Північна, Польова, Радянська, Фестивальна, Шкільна